# Síndrome triple A
El síndrome triple A (acalasia-addisonianismo-alacrima)  o síndrome de Allgrove es una enfermedad hereditaria con un patrón de herencia autosómica recesiva. En la mayoría de los casos no existe una historia familiar previa. Lo describió Jeremy Allgrove en 1978 como una entidad familiar de origen desconocido, se puede dar tanto en hombres como mujeres. Se lo denominó como síndrome triple A;  las "A" provienen de: insuficiencia adrenal, achalasia y alácrima. Generalmente este mal se desarrolla en la primera década de vida con disfagia o crisis suprarrenal severa. Aun así, existen casos adultos en los que se perciben síntomas autonómicos y manifestaciones neurológicas como la voz nasal, el retardo mental, la hiperreflexia, hipotensión postural, ataxia, anisocoria y disfunción sexual.
En todos los casos se mostró insuficiencia adrenal y alacrimia (falta total o parcial de la secreción lacrima). Hasta el momento, solo en un paciente falta diagnosticar achalasia. El retraso mental es la alteración más común. La alacrimia aparece poco antes de los 4 años, la insuficiencia suprarrenal poco antes de los 5, y la acalasia apenas pasados los 7.